# Kattinakaru, Sagar
Kattinakaru là một làng thuộc tehsil Sagar, huyện Shimoga, bang Karnataka, Ấn Độ.